# Propietat biològica
En l'àmbit de les ciències de laboratori clínic una propietat biològica és una propietat (vegeu propietat (ontologia)) d'un sistema biològic humà (o animal), el mesurament o examen in vitro de la qual serveix per ajudar al diagnòstic, pronòstic, tractament i seguiment de les malalties, així com per al seu coneixement. En el cas que es tracti d'una propietat susceptible de ser mesurada rep en nom de magnitud biològica.
Les propietat biològiques són els subjectes principals de les ciències de laboratori clínic, i el seu mesurament o examen és l'activitat principal del laboratori clínic.